# Richard England

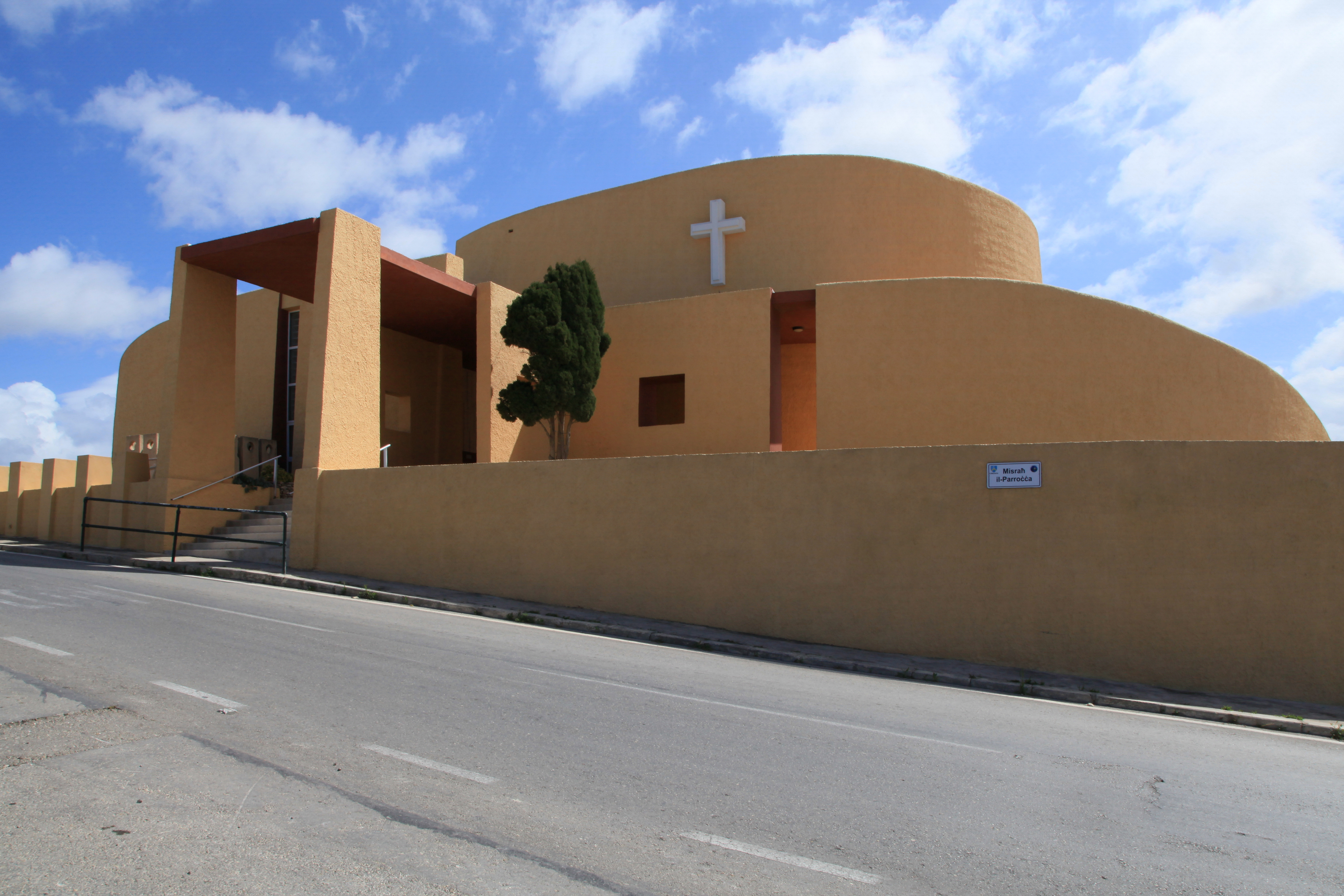
Kirchengebäude nach Plänen von Richard England im maltesischen Ort Mellieha

Richard England (* 3. Oktober 1937 in Sliema, Malta) ist ein maltesischer Architekt, Schriftsteller, Künstler und Hochschullehrer. Er entwarf zahlreiche Bauwerke in seiner Heimat und im Ausland, schuf Skulpturen und veröffentlichte Fachbücher.

## Leben
Richard England besuchte zunächst das St. Edward’s College in Malta und studierte Architektur an der Universität Malta und am Polytechnikum Mailand. Von 1960 bis 1962 arbeitete er im Studio des Architekten und Designers Gio Ponti in Mailand.
Er lehrte an der Universität Malta und war zwischen 1987 und 1989 Dekan der Maltesischen Universität, blieb danach als Honorarprofessor dort tätig. Außerdem war Richard England Honorarprofessor an der britischen University of Bath sowie Professor und Vizepräsident der International Academy of Architecture in Bulgariens Hauptstadt Sofia.

## Wirken
Zwischen den 1960er und 2000er Jahren gewann England etliche Architektenwettbewerbe und nahm erfolgreich an internationalen Veranstaltungen teil. Seine Werke fanden Eingang in zahlreichen Ländern Nord- und Südamerikas, im Mittleren und Fernen Osten und der Sowjetunion. In Saudi-Arabien war er ab 1970 tätig, zusammen mit namhaften Architekten wie Robert Venturi, Arthur Erickson und Ricardo Bofill, Mitglied eines Beraterteams der Bürgermeisterei von Bagdad.
Der Mexikanische Nationalrat für Kultur und Kunst hat Richard England im Jahr 2002 eingeladen, die Eröffnungsveranstaltung eines Symposiums zu leiten, das zu Ehren des Architekten Luis Barragan stattfand.
Richard England ist von der Magie des Wassers und den endlosen Möglichkeiten der Reflexion von Wasser und Licht angetan und versucht, dies in seine Bauten einzubinden. Seine Werke werden auch als „metaphysische Architektur“ bezeichnet, beeinflusst von den Schriften Italo Calvinos, Ben Okris und Jorge Luis Borges’.
Die Architektur Englands besetzt eine besondere Nische in der Architektur des Mittelmeerraumes. Seine Bauten verbinden traditionelle maltesische Stilelemente und Baustoffe mit modernen Baumethoden und beziehen zugleich Erinnerungen an die vergangenen Jahrhunderte mit ein.
Im Jahr 1984 äußerte sich der Journalist Charles Knevitt:
“Richard England’s restless mind and nervous energy find expression in so many different artistic fields that it leaves one breathless”. (dt.: „Richard Englands unruhiger Geist und nervöse Energie finden Ausdruck in so vielen verschiedenen künstlerischen Feldern, dass es einen atemlos macht.“)
Der englische Architekt Dennis Sharp wertete über Richard England:
“England’s work remains as firm and inspirational as the unique citadel of stone that is the island of Malta.” (dt.: „Englands Arbeit bleibt so fest und inspirierend wie die einzigartige Zitadelle aus Stein, die die Insel Malta ist.“)

## Werke (Auswahl)

### Bauten
Weltlich
- 1969: Salina Bay Coastline Hotel auf Malta[2][3]
- 1971: Zentralbank von Malta
- 1984: Krankenhausbauten mit einem Meditationsgarten in Santa Venera
- 1988: Wohnresidenz in Mgarr
- 1991: Erweiterungsbauten für die Universität von Malta in Msida, Ortsteil Tal-Qroqq
- 1992: Erweiterungsbauten für die Zentralbank von Malta in Valletta

- Gartenbauten in St Julians in märchenhaften Formen und Farben
- Erweiterungsbauten für einen Bürokomplex in Bagdad

Kirchlich
- 1974: Manikata Parish Church  of St Joseph, Il-Mellieħa, Malta (siehe Einleitungsbild)
- 1990–1996: Church of St Francis of Assisi in Qawra
- 2000: Millennium-Chapel in Paceville[4]
- 1990, 2001: Päpstlicher Stand in Floriana anlässlich des Besuchs von Papst Johannes Paul II. auf Malta

### Kunstwerke
Skulpturen
- Skulptur Weiße Schatten in Sliema
- Penguines, eine flächenhafte Darstellung einer aufrecht stehenden Pinguin-Familie aus sieben verschieden großen Tieren in den Farben rot, lila, grün, blau und gelb
- Skulptur up & dn(Projekt)
- Skulpture Love in St Julians

Zeichnungen und Skizzen
– R. England fasst diese Arbeiten unter dem Begriff „Das sehende Auge“ (The seeing eye) zusammen.–
- Skizzen als Kohlezeichnungen und Aquarelle aus vielen Orten Maltas, Italiens (Santorini, Pienza) und der ganzen Welt wie Petra (Jordanien), Patras oder das Hatschepsut Memorial
- eigene surrealistische Vorstellungen (Invisible cities, Mythopolis)

### Bücher
- Walls of Malta, 1971
- White is white
- In Search of silent spaces, 1983
- Gozo, Island of Oblivion, 1997
- Spirit of Place, Milan., 1998

## Ehrungen und Auszeichnungen (Auswahl)
- sieben Designpreise der Internationalen Architektur-Akademie IAA (1983, 1985, 1991, 2000, 2003, 2006, 2009)
- zwei Preise der Commonwealth-Association (1985, 1987)
- 1985: eine Goldmedaille der Stadt Toulouse
- 1987: Ehrendoktortitel des Institute of Advance Studies der City University of New York
- 1987: eine Silbermedaille des Internationalen Komitees für Architektur-Kritik
- 1988: Biennale Laureat-Preis in Georgien, damals noch zur Sowjetunion gehörend
- 1991: IFRAA-Preis für Religiöse Architektur des American Institute of Architects
- 1996: Preisträger der 3. Architektur-Biennale in Costa Rica
- 2000: Goldmedaille der Triennale der Weltarchitektur in Belgrad, Serbien
- 2003: Ehrendoktortitel der Universität Sofia, Bulgarien
- 2010: Ehrendoktortitel der Universität Spiru Haret, Rumänien